# Mestre de la Sala Capitular de Sixena
Mestre de la Sala Capitular de Sixena és el nom amb què es coneix al pintor del segle xiii que va realitzar el 1234 unes pintures murals al monestir de Sixena. Aquestes pintures actualment formen part de la col·lecció permanent d'art romànic del Museu Nacional d'Art de Catalunya.
Aquestes pintures murals escenifiquen moments de l'Antic Testament i del Nou Testament. Són considerades com una de les mostres més rellevants de pintura romànica de tota la península, amb un estil romà d'Orient similar al fet servir a la Catedral de Winchester.